# Ruba opponens
Ruba opponens är en tvåvingeart som beskrevs av Walker 1865. Ruba opponens ingår i släktet Ruba och familjen vapenflugor. Inga underarter finns listade i Catalogue of Life.